# Nachbarschaftsgenauigkeit
Als Nachbarschaftsgenauigkeit wird in der Geodäsie und bei geometrischen Anwendungen der Ausgleichsrechnung ein Genauigkeitsmaß bezeichnet, das die gegenseitige Genauigkeit benachbarter Punkte oder Messwerte beschreibt.
In einem Vermessungsnetz muss zwischen seiner großräumigen und seiner lokalen Genauigkeit unterschieden werden. Erstere erreicht bei modernen Netzen bereits einige Zentimeter auf 100 km und ist damit genauer als ein Millionstel (< 10−6). Wenige Zentimeter auf Distanzen einiger Hekto- oder Kilometer machen hingegen einen relativen Fehler von 10−4 aus, was bei der Genauigkeit heutiger Messinstrumente sofort auffällt. Besonders unangenehm sind die (an sich unvermeidlichen) kleinen Widersprüche, wenn ein größeres Gebiet in mehreren Teilen („Operaten“) vermessen wurde und der Geodät just an der Grenze zweier Operate zu tun hat. Dann kann es beim Anschluss einer Vermessung an zwei aus unterschiedlichen Operaten stammende Festpunkte vorkommen, dass sich einige Zentimeter Abweichung, die einzeln noch im Rahmen der Messtoleranz liegen, in einer einzelnen Strecke auf 6 bis 10 cm Differenz summieren.
Wenn beispielsweise eine Reihe von Straßenzügen im Zuge von Bauprojekten neu vermessen wird, kann infolge solcher Klaffungen eine innerhalb liegende große Fläche rechnerisch um einige Quadratmeter verkleinert oder vergrößert werden.
Um solche Auswirkungen einer ungünstigen Nachbarschaftsgenauigkeit – insbesondere in Gebieten hoher Grundstückspreise – zu vermeiden, werden größere Operate heute „in einem Guss“ berechnet und die Einzelteile einer gemeinsamen Ausgleichung unterworfen.
Ähnliche Effekte lokaler Klaffungen oder Überschreitungen technischer Toleranzmaße können z. B. im Bauwesen oder bei wiederholtem Anfügen vorproduzierter Fertigteile auftreten.